# Friedrich Adler (architekt)
Friedrich Adler (ur. 18 października 1827 w Berlinie, zm. 15 września 1908 tamże) – niemiecki architekt i archeolog.

## Życiorys
Ukończył studia na Berlińskiej Akademii Budownictwa, gdzie studiował m.in. u Karla Böttichera, Friedricha Augusta Stülera i Johanna Heinricha Stracka,
tam też wykładał w latach 1859–1903 (od 1861 jako docent, a od 1863 jako profesor historii architektury).
Z racji dogłębnej znajomości architektury antycznej brał wraz z Ernstem Curtiusem udział w wyprawach archeologicznych do Azji Mniejszej. W latach 1874–1881 należał do kierownictwa wielkich wykopalisk w Olimpii i brał udział w planowaniu całego przedsięwzięcia, które początkowo miało trwać nie dłużej niż pięć lat. Przez jakiś czas prowadził również samodzielnie wykopaliska. Był (wspólnie z Curtiusem) współautorem sprawozdania z prac wykopaliskowych.
Przedstawiciel eklektyzmu, łączył elementy architektury średniowiecznej z antycznymi. Budowniczy kościoła św. Tomasza w Berlinie (1864–1869), kościoła św. Elżbiety w Wilhelmshaven (1869–1872), kościoła św. Piotra i Pawła w Bydgoszczy (1874–1879) i muzeum w Olympii (1883). Prowadził również prace restauracyjne w katedrze św. Piotra w Szlezwiku.